# PGC 3476
LEDA/PGC 3476 ist eine spiralförmige Radiogalaxie im Sternbild Fische auf der Ekliptik. Sie ist schätzungsweise 625 Millionen Lichtjahre von der Milchstraße entfernt und hat einen Durchmesser von etwa 140.000 Lichtjahren. Vom Sonnensystem aus entfernt sich das Objekt mit einer errechneten Radialgeschwindigkeit von näherungsweise 13.900 Kilometern pro Sekunde.
Im selben Himmelsareal befinden sich unter anderem die Galaxien NGC 326, IC 64, PGC 3378, PGC 1788726.